# 聿部
聿部（）は、漢字を部首により分類したグループの一つ。
康熙字典214部首では129番目に置かれる（6画の12番目、未集の12番目）。

## 概要
「聿」字は、筆を意味する。
『説文解字』は「𦘒」と音を表す「一」の形声文字とするが、筆を手で持つ形そのままに象っていると考えられる。
後に意味を分かりやすく竹冠をつけたのが「筆」である。
偏旁の意符としては、筆や書くことに関することを示す。しかしこの意符をもつ字は聿部にはあまり収められておらず、「書」は曰部、「畫（画）」は田部というように他の部に収められている。
聿部が収めるのは「聿」の形やそれに似た「𦘒」や「肀」の形を筆画に持つ漢字を収める。
雑多なものを含むが、共通点は手指に関するということで、「肀」という字形が手の指（「又」、ここでは「ヨ」）で何かを操る様子に象るためである。
なお、これと共通する要素を持つ「隶」については別に隶部を立てている。

## 部首の通称
- 日本：ふでづくり・ふで[1]・いつ[2]
- 韓国：붓율부（but yul bu、ふでの聿部）
- 英米：Radical brush

## 部首字
聿
- 中古音
  - 広韻 - 余律切、術韻、入声
  - 詩韻 - 質韻、入声
  - 三十六字母 - 喩母四等
- 現代音
  - 普通話 - ピンイン：yù 注音：ㄩˋ ウェード式：yü4
  - 広東語 - Jyutping:wat6 イェール式:wat6
- 日本語 - 音：イツ（漢音）・イチ（ヰチ）（呉音）
- 朝鮮語 - 音：율(yul) 訓：붓（but、筆）

## 例字
- 聿
- 4:肄・肆、7:肅（粛5）、8:肇
  - 䀌→皿部、衋→血部